# Нелипчићи
Нелипићи или Нелипчићи је била хрватска средњовековна великашка породица која је потекла од Сначића из Цетињске жупаније. Управљали су областима између река Крке и Цетине (тврђаве Книн, Сињ, Кључ, Нечвен). Између 1322. и 1430-тих година били су једни од најмоћнијих хрватских великаша.

## Историја
Дедовина Нелипића била је тврђава Камичац на Крки. Први по имену познати припадник породице био је Нелипац. Он је учествовао у склапању мира 1244. године између Сплита и Трогира. Овим споразумом окончан је двогодишњи Сплитско-трогирски рат у коме се Нелипац борио као савезник Трогирана. Породици је припадао и Константин Нелипић, хумски кнез са почетка 14. века, вазал Павла Шубића. Историја породице може се континуирано пратити тек од 14. века, када почиње успон Нелипца II и читаве породице. Нелипац је од брибирских кнезова Шубића добио титулу војводе. Ипак, у борби Младена II и Карла Роберта, Нелипац стаје на страну угарског краља. У бици код Блиске Младен је поражен, чиме је превласт Шубића уништена. Нелипац убрзо преузима власт над Книном. Против Нелипца су се неуспешно борили Јурај II Шубић и славонски бан Микац Михаљевић 1326. године. Тако је Нелипац постао најмоћнији хрватски великаш. Породица се још за његова живота дели у две гране: првој је родоначелник био сам Нелипац, док је другој био његов брат Исан. Лајош I Анжујски је након Нелипчеве смрти заузео области којима је управљао. Нелипчева удовица Владислава измирила се са краљем 1345. године. Иван, Нелипчев наследник, остао је веран краљев вазал. Након победе у рату са Млетачком, Иван је недуго након Задарског мира 1358. године, добио титулу кнеза Сане и Врнаса, као и градове Нови на Неретви и Имотски. Иванов син Иваниш умро је 1434. године. Више пута је биран за кнеза Шибеника, Трогира и Сплита. Владао је и Клисом и Омишем, прогласивши се за бана Далмације и Хрватске. Иванишева сестра Јелена била је удата најпре за Хрвоја Вукчића Хрватинића, најмоћнијег босанског великаша, па после његове смрти (1416) за краља Стефана Остоју. Након његове смрти, највећи део територија Нелипића припао је присталицама Жигмунда Луксембуршког, браћи Таловац (1437).
Исанов огранак Нелипића био је мање угледан од Нелипчевог. Центар је најпре био у тврђави Кључ, а потом у Нечвену (од средине 14. века). Исана је 1335/6. године наследио син Константин, који се заједно са стрицем Нелипцем истакао у борбама против Млечана. Његов син, Нелипац III, био је скрадински каштелан и верни Жигмундов присталица. Ратовао је против Твртка Котроманића и Ивана Палижне.